# Haus Circus 7 (Putbus)

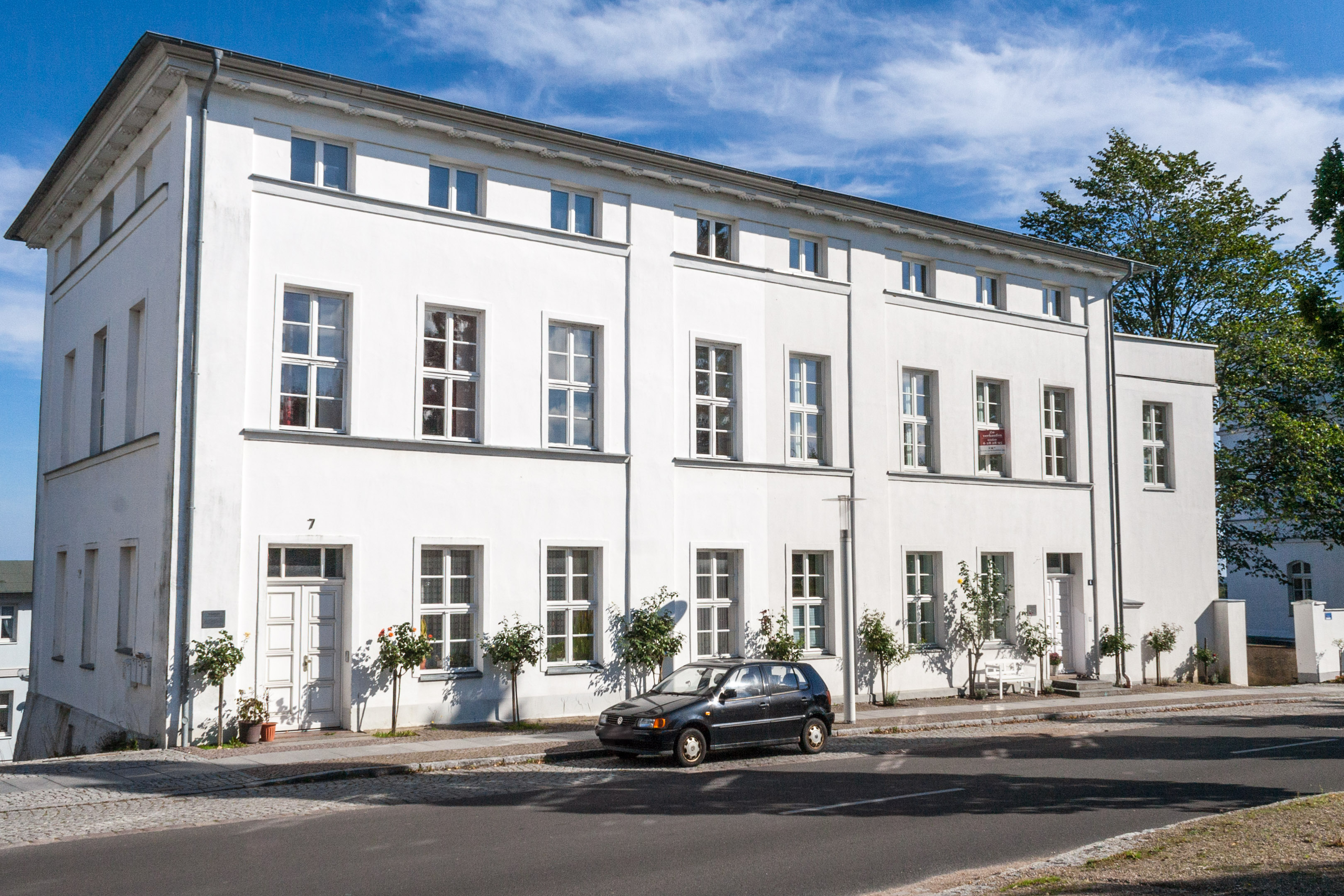

Das Haus Circus 7 (im rechten Teil die Nr. 6) in Putbus (Rügen, Mecklenburg-Vorpommern) stammt von um 1840. Es ist heute ein Wohnhaus mit auch anderen Nutzungen.
Das Gebäude steht unter Denkmalschutz.

## Geschichte

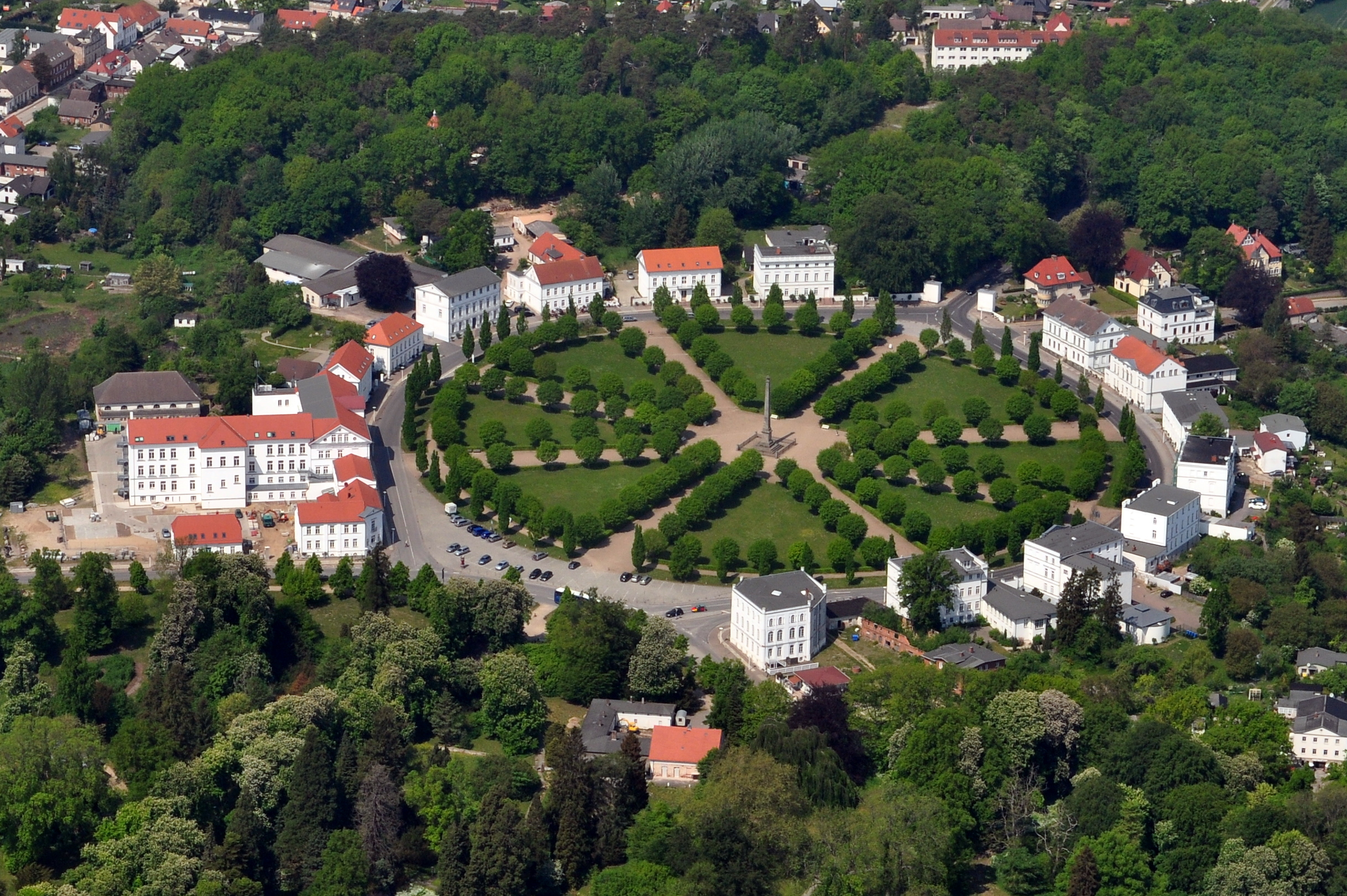
Der Cirkus: Nr. 7: rechts oben

Das dreigeschossige achtachsige verputzte klassizistische Haus mit dem markanten Kraggesims und dem späteren aufgesetzten Mezzaningeschoss wurde um 1840 im Stile der Berliner Bauschule um Karl Friedrich Schinkel erstellt. Hinter dem Haus stehen zwei weitere zweigeschossige Gebäude. Das Wohnhaus wurde in den 1990er/2000er Jahren im Rahmen der Städtebauförderung saniert und wird auch durch eine Galerie und Büros genutzt.